# Сарагоса (муниципалитет Коауилы)
Сарагоса (исп. Zaragoza) — муниципалитет в Мексике, штат Коауила, с административным центром в одноимённом городе. Численность населения, по данным переписи 2020 года, составила 13 135 человек.

## Общие сведения
Название Zaragoza дано в честь мексиканского генерала, участника войны за Реформы — Игнасио Сарагосы.
Площадь муниципалитета равна 7939 км², что составляет 5,24 % от площади штата, а наивысшая точка — 1081 метр, расположена в поселении Лос-Кастельянос.
Он граничит с другими муниципалитетами штата Коауилы: на севере с Акуньей, на северо-востоке Хименесом, на востоке с Пьедрас-Неграсом и Навой, на юге с Морелосом, и на западе с Мускисом.

## Учреждение и состав
Муниципалитет был образован 7 августа 1827 года, в его состав входит 175 населённых пунктов, самые крупные из которых:
| Код INEGI                  | Населённый пункт                                                                            | Численность населения (2005 год) | Численность населения (2010 год) | Численность населения (2020 год) |
| -------------------------- | ------------------------------------------------------------------------------------------- | -------------------------------- | -------------------------------- | -------------------------------- |
| 038                        | Всего                                                                                       | 12411                            | 12702                            | 13135                            |
| 0001                       | Сарагоса (исп. Zaragoza) 28°29′13″ с. ш. 100°55′03″ з. д. (административный центр)          | 9926                             | 10461                            | 11150                            |
| 0029                       | Пасо-дель-Тио-Пио (исп. Paso del Tío Pío) 28°28′43″ с. ш. 100°54′12″ з. д.                  | 592                              | 548                              | 564                              |
| 0038                       | Эль-Ремолино (конгрегация) (исп. Congregación el Remolino) 28°45′21″ с. ш. 101°04′52″ з. д. | 436                              | 424                              | 350                              |
| 0043                       | Санта-Эулалия (исп. Santa Eulalia) 29°13′20″ с. ш. 101°20′55″ з. д.                         | 295                              | 301                              | 252                              |
| 0025                       | Ла-Марома (исп. La Maroma) 28°36′12″ с. ш. 100°42′40″ з. д.                                 | 246                              | 158                              | 127                              |
| 0002                       | Ла-Агрикола (исп. La Agrícola) 28°46′08″ с. ш. 101°06′11″ з. д.                             | 116                              | 101                              | 105                              |
| —                          | Прочие                                                                                      | 800                              | 709                              | 587                              |
| Названия на карте Генштаба |                                                                                             |                                  |                                  |                                  |

## Экономическая деятельность
По статистическим данным 2000 года, работоспособное население занято по секторам экономики в следующих пропорциях:
- сельское хозяйство, скотоводство и рыбная ловля — 21,5 %;
- промышленность и строительство — 45,4 %;
- торговля, сферы услуг и туризма — 29,3 %;
- безработные — 3,8 %.

## Инфраструктура
По статистическим данным 2010 года, инфраструктура развита следующим образом:
- электрификация: 97,1 %;
- водоснабжение: 97,2 %;
- водоотведение: 82,1 %.

## Фотографии

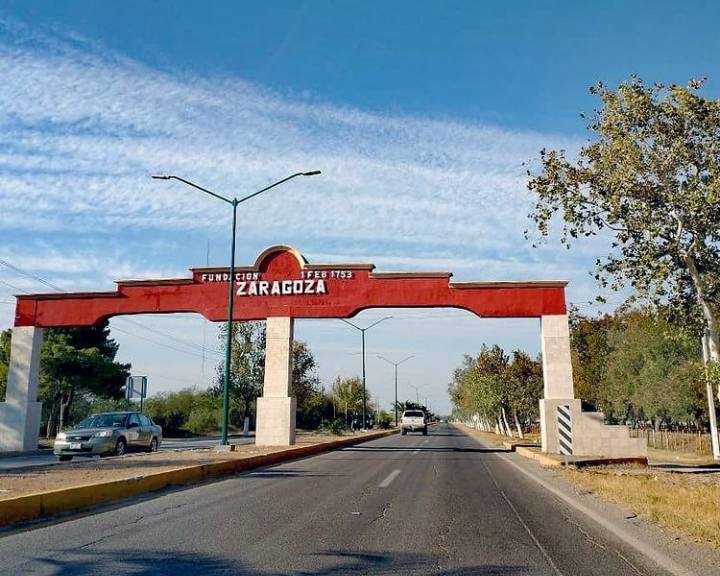
Арка на подъезде к Сарагосе
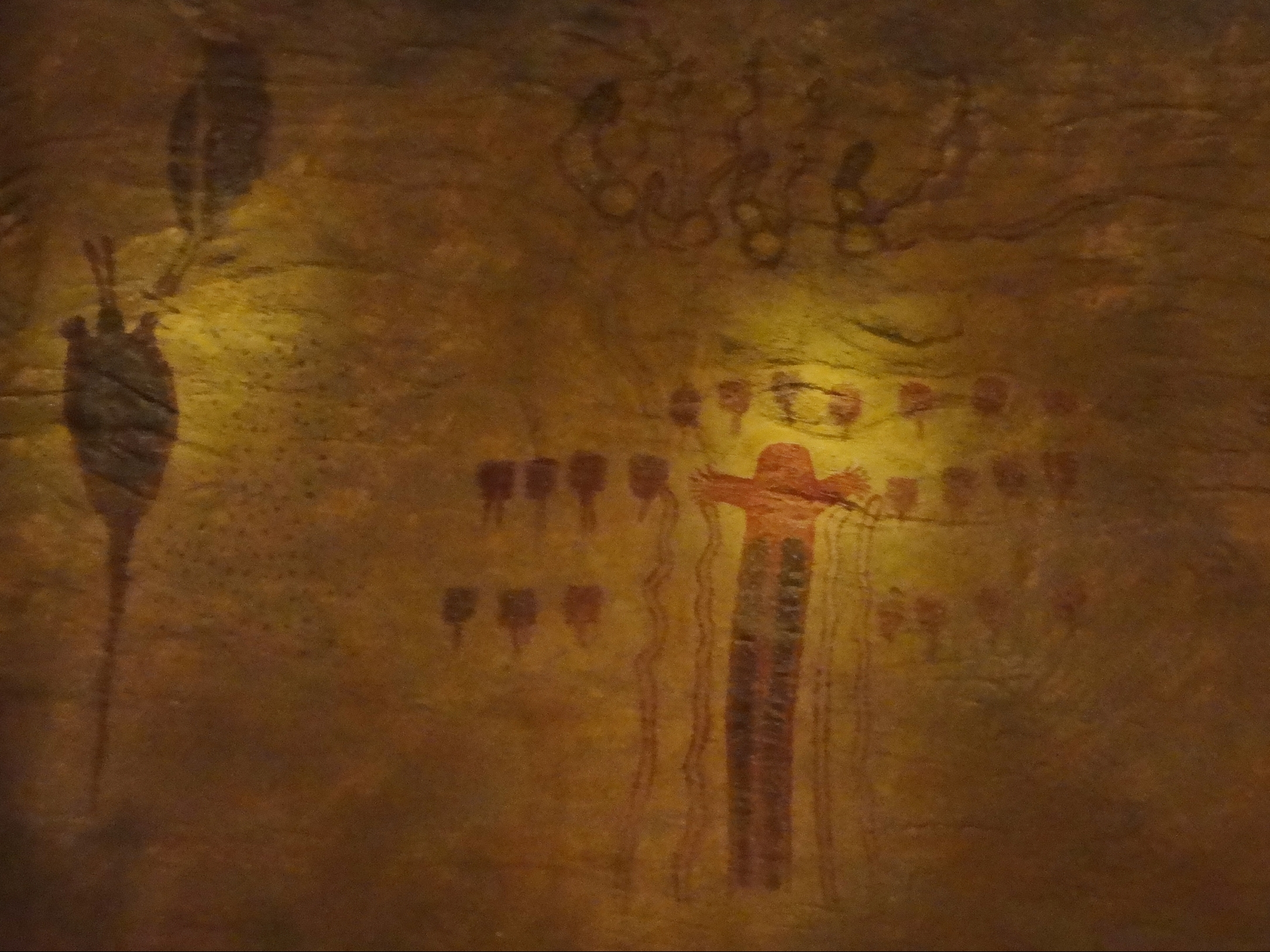
Наскальные рисунки в пещере Сан-Висенте